# Дия (приложение)
Дия (укр. Дiя, с укр. — «Действие», акроним от «Держава і я» — с укр. — «Государство и я») — украинский электронный сервис государственных услуг, разработанный Министерством цифровой трансформации Украины. Это сайт и мобильное приложение с цифровыми документами, возможностью цифровой подписи и верификации, а также портал с публичными услугами.

## История
27 сентября 2019 года Министерство цифровой трансформации Украины вместе с Fedoriv и Spiilka design büro презентовали бренд «Дия». Министр цифровой трансформации Михаил Фёдоров объявил о запуске сайта и сервисов для получения государственных услуг онлайн. Министр сказал, что первые услуги станут доступны уже к концу 2019 года, и к 2022 году уже все государственные услуги можно будет получать онлайн.

### Разработчики
Украинский офис американской компании EPAM Systems, одного из ведущих мировых поставщиков услуг по разработке цифровых платформ и программного обеспечения, выступил партнером Министерства цифровой трансформации Украины в создании мобильного приложения государственных услуг «Дия» на волонтерских началах.

### Приложение и портал «Дия»
16 декабря 2019 года был запущен бета-тест мобильного приложения «Дия», который предоставлял доступ со смартфона к цифровому водительскому удостоверению и свидетельству о регистрации транспортного средства. Для получения доступа нужно было уже иметь и водительские права и техпаспорт, а также необходимо пройти идентификацию с помощью системы BankID в приложениях «Приват24» или monobank. Верификация документов сотрудниками полиции происходила с помощью QR-кода. За полтора месяца бета-тестирования приложения Минцифры получило заявки от 58 000 водителей, из которых 32 500 приняли участие в публичном бета-тестировании.
6 февраля 2020 года состоялась официальная презентация приложения «Дия» при участии высшего руководства государства. Кроме приложения, также была представлена онлайн-платформа «Дия. Цифровая грамотность» (укр. «Дія. Цифрова грамотність», с укр. — «Действие. Цифровая грамотность»).
Через два месяца после запуска приложения его загрузили 2 млн 25 тыс. пользователей.
2 апреля был запущен портал государственных услуг «Дия», на котором уже можно было получить 27 государственных услуг онлайн.
В апреле в приложении «Дия» также появились цифровой студенческий билет и электронные версии ID-карты и биометрического паспорта для выезда за границу.
В мае 2020 года приложение обвинили в допущении утечки персональных данных украинцев, которые стали доступны в Telegram. Правительство и полиция возразили против обвинений в адрес приложения, однако источник утечки данных обнаружить не удалось.
2 июня в приложения обновили настройки и добавили QR-сканер для удобного считывания и верификации документов.

### «Дия 2.0»
5 октября 2020 года Минцифры провело презентацию «Diia Summit», на которой представило масштабное обновление «Дии» («Дия 2.0», укр. Дія 2.0) — новые электронные услуги в приложения и на портале. Президент Украины Владимир Зеленский во время выступления на презентации сказал, что «Украина со следующего года начнёт вхождение в режим „paperless“, когда государственные органы прекратят требовать от граждан бумажные справки или другие документы для получения государственных услуг».
С 8 по 15 декабря Минцифры проводило Bug Bounty для поиска уязвимых сторон и багов в приложении «Дия». В процессе Bug Bounty было найдено два технических бага низкого уровня, однако существенных недостатков не было обнаружено.
По состоянию на конец 2020 года 6 млн украинцев пользовались приложением, из которых более 2,6 млн пользовались обновлённой версией. В приложении был доступ к девяти документам и трём услугам. На портале «Дия» было доступно уже 50 государственных услуг.
30 марта 2021 года Верховной Радой Украины был принят закон, согласно которому электронные паспорта в «Дии» смогут применяться наравне с бумажными документами начиная с 23 августа 2021 года. По словам министра цифровой трансформации Михаила Фёдорова, Украина стала первой страной в мире, в которой электронные паспорта имеют такую же юридическую силу, как их физические аналоги.
1 июля 2021 года на Украине были запущены сертификаты вакцинации от COVID-19, доступные через приложение. Есть два вида сертификатов — украинские, действующие только внутри страны, и международные, которые можно использовать за границей.

### Открытие исходного кода
13 марта 2024 года Министерство цифровой трансформации Украины открыло исходный код проекта под лицензией EUPL 1.2, выложив его на GitHub.

## Приложение
Цифровое водительское удостоверение позволило пользователям управлять транспортным средством без физических водительских прав, а патрульной полиции — проверять документы и личность водителя по онлайн-запросу в реестр. Украина стала одной из десяти стран мира, которые ввели такую услугу. Электронные водительские удостоверения и электронное свидетельство о регистрации транспортного средства являются цифровыми версиями документов, а не их альтернативами.
Техпаспорт появился в приложении «Дия» одновременно с цифровыми водительскими правами.
Юридическая сила цифрового студенческого билета определена Постановлением Кабинета министров Украины № 1051 от 18 декабря 2019. В «Дія» могут быть созданы цифровые студенческие билеты на основе пластиковых оригиналов студенческого билета государственного образца.
Электронные ID-карта и биометрический паспорт для выезда за границу доступны с 22 апреля 2020 года.
Свидетельство о рождении ребёнка будет отображаться в мобильном приложении «Дия» у обоих родителей в смартфонах. Электронный документ будет иметь такую же юридическую силу, как и бумажный документ. Вместе со свидетельством будет отображаться в приложении актуальный адрес прописки ребёнка.

## Вебпортал
По состоянию на конец 2020 года на портале было доступно уже 50 государственных услуг. Первыми стали доступны услуги по частному предпринимательству (открытие, закрытие, внесение изменений). С 24 апреля в сервисе стало доступным получение статуса безработного.
27 августа 2020 года заработал «Гид по государственным услугам» — официальный информационный онлайн-портал о всех сервисах и государственных услугах на Украине, предоставляемых органами исполнительной власти и местного самоуправления. Он содержит полную и достоверную информацию о 1000 услугах — о месте, способе, сроке, стоимости, результатах получения услуг, а также необходимых документах и способе обжалования результатов. Гид доступен в двух форматах открытых данных: Excel и JSON. Информация упорядочена по 36 событиями и распределена по 17 категориям, в зависимости от сферы деятельности. Среди самых популярных категорий — социальная защита, гражданство и миграция, деятельность бизнеса и общественных формирований, сфера интеллектуальной деятельности, финансы и налоги.
Доступны следующие образовательные услуги: базовые цифровые навыки, цифровая грамотность для учителей, сериал для родителей «Безопасность детей в интернете», «Смартфон для родителей», «Карантин: онлайн-сервисы для учителей» и «Диджитал-физкультура для школьников с участием звёзд спорта».
Портал «Бизнес» нацелен на помощь среднему и малому бизнесу. Этот сайт для будущих и опытных предпринимателей — сервис единого окна с ответами на все вопросы. Сейчас платформа работает в тестовом режиме. В Харькове открыт Центр поддержки предпринимателей с консалтинговой зоной «Дия. Бизнес» (укр. «Дія. Бізнес»).
Проект «єМалятко» (рус. эРебенок) позволяет получать десять государственных услуг, связанных с рождением ребенка, по одному заявлению сразу в роддоме. В частности, можно зарегистрировать рождение ребёнка и его место жительства, оформить финансовую помощь при рождении, зарегистрировать младенца в электронной системе здравоохранения, получить удостоверения родителей и ребёнка из многодетной семьи и тому подобное. Цель проекта — уменьшить количество визитов в органы власти и количество документов, которые требуются. 3 января сервис запустили в Харькове.

## Дия City
Дия City (укр. Дiя City) — специальная виртуальная экономическая зона, в которой действует английское право, и которая нацелена на привлечение внешних инвестиций на Украину и упрощение условий ведения бизнеса на Украине. В Дія City также предусмотрено создание отдельного самоуправления и налоговых льгот.

## Органы управления и контроля
Проектом руководит Министерство цифровой трансформации Украины. Долгое время за формирование политики цифрового развития Украины отвечали Минобразования, Минрегион, Секретариат КМУ и тому подобные. Органам исполнительной власти не хватало полномочий для продвижения цифровых преобразований.
Комитет Верховной Рады по вопросам цифровой трансформации создан 29 августа 2019 года для обеспечения законодательной базы в сфере цифровизации. Среди основных задач комитета — развитие цифрового общества на Украине, стимулирование новшеств в сфере цифрового предпринимательства, обеспечение условий развития электронной коммерции, создание исследовательских центров цифровых технологий, внедрения электронного управления, электронной демократии, цифровой идентификации и тому подобное.